# Арнольд, Марк (футболист)
Марк Арнольд (англ. Marc Arnold; род. 19 сентября 1970, Йоханнесбург, Трансвааль) — южноафриканский футболист, игравший на позиции полузащитника. В настоящее время спортивный директор клуба «Айнтрахт» (Брауншвейг).

## Клубная карьера
Арнольд начинал свою карьеру в немецких клубах «Штутгартер Кикерс» и «Фрайбургер», затем в 1993—1994 годах играл за «Ульм 1846».

### «Боруссия» Дортмунд
Он присоединился к дортмундской «Боруссии» в сезоне 1994/95. Первое его появление в составе «Боруссии» состоялось 18 октября 1994 года в матче Кубка УЕФА против словацкого клуба «Слован (Братислава)». Дебют Арнольда в Бундеслиге состоялся 29 октября того же года в матче против «Динамо» (Дрезден). В сезоне 1994/95 Арнольд вместе с «Боруссией» стал чемпионом Германии, после чего перешёл в берлинскую «Герту».

### «Герта»
Дебют Арнольда в столичном клубе состоялся 8 марта 1996 года в матче против «Карл Цейсс (футбольный клуб)». После двух сезонов во Второй Бундеслиге команда вышла в Бундеслигу в сезоне 1996/97, тогда Арнольд принял участие в 26 матчей и забил два гола.

### Последующие годы и завершение карьеры
В 1998 году он уехал в «Карлсруэ», где 26 февраля 1999 года дебютировал в матче против «Майнц 05».
29 сентября 2000 года дебютировал в «Рот-Вайссе» из Алена в матче против «Дуйсбурга».
3 августа 2003 года дебютировал в «Айнтрахте» из Брауншвейга в матче Региональной лиги против «Динамо» (Дрезден).
Последним клубом для Арнольда в качестве футболиста стал «Гессен-Кассель». Последний матч состоялся 2 июня 2007 года против фарм-клуба «Мюнхен-1860».

### Статистика
| Сезон   | Дивизион | Клуб                    | Страна        | Матчи | Голы |
| ------- | -------- | ----------------------- | ------------- | ----- | ---- |
| 1990/91 | Д2       | Штутгартер Кикерс       | Флаг Германии | 3     | 0    |
| 1994/95 | Д1       | Боруссия (Дортмунд)     | Флаг Германии | 9     | 0    |
| 1995/96 | Д2       | Герта                   | Флаг Германии | 15    | 1    |
| 1996/97 | Д2       | Герта                   | Флаг Германии | 24    | 2    |
| 1997/98 | Д1       | Герта                   | Флаг Германии | 26    | 2    |
| 1998/99 | Д2       | Карлсруэ                | Флаг Германии | 12    | 0    |
| 1999/00 | Д2       | Карлсруэ                | Флаг Германии | 25    | 3    |
| 2000/01 | Д2       | «Рот-Вайсс» (Ален)      | Флаг Германии | 26    | 11   |
| 2001/02 | Д2       | «Рот-Вайсс» (Ален)      | Флаг Германии | 30    | 5    |
| 2002/03 | Д2       | «Рот-Вайсс» (Ален)      | Флаг Германии | 12    | 1    |
| 2003/04 | Д4       | «Айнтрахт» (Брауншвейг) | Флаг Германии | 26    | 4    |

## Карьера в сборной
В 1998 году Арнольд рассматривался как кандидат в национальную сборную ЮАР на чемпионат мира 1998 во Франции, но в итоговую заявку не попал.

## После завершения карьеры
После завершения карьеры в качестве игрока в 2007 году Арнольд начал работать в менеджменте клубов. В сезоне 2007/08 он работал спортивным директором в клубе «Гессен-Кассель», где он завершил свою игровую карьеру в конце предыдущего сезона. В сезоне 2008/09 Арнольд был назначен спортивным директором в клубе Третьей лиги «Айнтрахт» (Брауншвейг), который в то время испытывал серьёзные финансовые трудности. Арнольду и главному тренеру клуба, Торстену Либеркнехту, удалось значительно сократить свои долги и улучшить игру команды, сделав ставку на талантливых игроков из низших дивизионов, которые переходили в клуб бесплатно. Во время работы Арнольда «Айнтрахт» поднялся во Вторую Бундеслигу в 2011 году и вышел в Бундеслигу в 2013 году.

## Достижения
- Чемпион Германии: 1994/95